# Juranda
Juranda este un oraș în Paraná (PR), Brazilia.